# Панкратове
Панкратове́ (до 1963 р. Олексіївка) — село в Україні, в Южноукраїнській міській громаді Вознесенського району Миколаївської області. Населення становить 337 осіб.
Рішенням облвиконкому № 160 від 08.04.63 с. Олексіївка перейменовано на село Панкратове.

## Населення

### Мова
Розподіл населення за рідною мовою за даними перепису 2001 року:
| Мова            | Кількість | Відсоток |
| --------------- | --------- | -------- |
| українська      | 308       | 91.39%   |
| російська       | 25        | 7.42%    |
| болгарська      | 2         | 0.59%    |
| білоруська      | 1         | 0.30%    |
| румунська       | 1         | 0.30%    |
| інші/не вказали | 1         | 0.16%    |
| Усього          | 337       | 100%     |

## Пам'ятки

### Панкратівський кромлех
Біля села знаходиться кромлех, культова споруда періоду середнього неоліту, мінімальний вік якого 5 тис. років. Це сім кілець у формі квітки. Форма споруди помітна тільки з висоти. Із землі помітити споруду практично неможливо.